# حمام نهجیر
حمام نهجیر مربوط به دوره قاجار است و در مبارکه، محله نهچیر، خیابان سعادت، کوچه سپهر، جنب قلعه نهجیر واقع شده و این اثر در تاریخ ۱۳ خرداد ۱۳۸۶ با شمارهٔ ثبت ۱۹۲۲۰ به‌عنوان یکی از آثار ملی ایران به ثبت رسیده است.